# Rune Buer Johansen
Rune Buer Johansen (Oslo, 4 settembre 1973) è un calciatore norvegese, centrocampista del Løten.

## Carriera

### Club
Buer Johansen cominciò la carriera con la maglia dell'Askim, per poi passare al Fredrikstad. Vestì poi le maglie di Moss, Sogndal (in due distinti periodi per entrambe le squadre), per poi passare al Kongsvinger.
Esordì in quest'ultima squadra il 13 giugno 1999, quando sostituì Harald Solberg nel successo per 3-1 sul Tromsø (andando anche a segno nel corso del match). A fine anno, il Kongsvinger retrocesse, ma il centrocampista rimase in squadra.
Nel 2001 tornò al Sogndal, dove rimase per altre tre stagioni. Vestì poi la casacca dello HamKam e del Nybergsund-Trysil, prima di firmare per il Løten.

### Nazionale
Buer Johansen giocò 2 incontri per la Norvegia under 21. Giocò una partita anche per la Nazionale maggiore, debuttando il 25 gennaio 2004, quando sostituì Harald Martin Brattbakk nel successo in amichevole contro l'Honduras, con il punteggio di 3-1.